# ピーテル・ブリューゲルの作品一覧
ピーテル・ブリューゲルの作品一覧（ピーテル・ブリューゲルのさくひんいちらん）では、16世紀のフランドルの画家ピーテル・ブリューゲル（父）の絵画作品を掲げる。
| 画像 | 題名                              | 制作年        | 素材                       | 寸法 (cm)     | 所在                                                               |
| ---- | --------------------------------- | ------------- | -------------------------- | ------------- | ------------------------------------------------------------------ |
|      | ガリラヤ湖のキリストと使徒たち    | 1553年        | 油彩、パネル               | 67x100        | 個人コレクション                                                   |
|      | 東方三博士の礼拝                  | 1556年頃      | テンペラ、キャンバス       | 124 × 169     | ベルギー王立美術館（ブリュッセル）                                 |
|      | 種まく人の譬えのある風景          | 1557          | 油彩、パネル               | 73.7 × 102.9  | ティムケン美術館（カリフォルニア州サンディエゴ）                   |
|      | 聖アントニウスの誘惑              | 1557年        | 油彩、パネル               | 59 × 86       | ナショナル・ギャラリー（ワシントンD.C.）                           |
|      | 12の諺                            | 1558年        | 油彩、パネル               | 75 × 98       | マイヤー・ファン・デン・ベルグ美術館（アントウェルペン）           |
|      | ネーデルラントの諺                | 1559年        | 油彩、パネル               | 117 × 163     | ベルリン美術館                                                     |
|      | 謝肉祭と四旬節の喧嘩              | 1559年        | 油彩、パネル               | 118 × 164     | 美術史美術館（ウィーン）                                           |
|      | 子供の遊戯                        | 1560年        | 油彩、パネル               | 118 × 161     | 美術史美術館（ウィーン）                                           |
|      | ナポリ湾の海戦                    | 1560年        | 油彩、パネル               | 42.2 × 71.2   | ドーリア・パンフィーリ美術館（ローマ）                             |
|      | イカロスの墜落のある風景（模写）  | 1560年代      | 油彩、キャンバス           | 73.5 × 112    | ベルギー王立美術館（ブリュッセル）                                 |
|      | 叛逆天使の墜落                    | 1562年        | 油彩、パネル               | 117 × 162     | ベルギー王立美術館（ブリュッセル）                                 |
|      | 悪女フリート                      | 1562年        | 油彩、パネル               | 117.4 × 162   | マイヤー・ファン・デン・ベルグ美術館（アントウェルペン）           |
|      | 死の勝利                          | 1562年頃      | 油彩、パネル               | 117 × 162     | プラド美術館（マドリード）                                         |
|      | キリストと姦通女                  | 1562年        | 油彩、パネル               | 24 × 34       | コートールド・ギャラリー（ロンドン）                               |
|      | 二匹の猿                          | 1562年        | 油彩、キャンバス           | 20 × 23       | ベルリン美術館                                                     |
|      | サウルの自殺                      | 1562年        | 油彩、パネル               | 33.5 × 55     | 美術史美術館（ウィーン）                                           |
|      | エジプトへの逃避途上の風景        | 1562年        | 油彩、パネル               | 37.1 × 55.6   | コートールド美術館（ロンドン）                                     |
|      | あくびをする男 （帰属に争いあり） | 1563年?       | 油彩、パネル               | ?             | ベルギー王立美術館（ブリュッセル）                                 |
|      | 雪中の東方三博士の礼拝            | 1563年        | テンペラ、パネル           | 35 × 55       | オスカール・ラインハルト・コレクション、スイス・ヴィンタートゥール |
|      | バベルの塔                        | 1563年        | 油彩、パネル               | 114 × 155     | 美術史美術館（ウィーン）                                           |
|      | 東方三博士の礼拝                  | 1564年        | 油彩、パネル               | 111.1 × 83.2  | ナショナル・ギャラリー（ロンドン）                                 |
|      | ゴルゴタの丘への行進              | 1564年        | 油彩、パネル               | 124 × 170     | 美術史美術館（ウィーン）                                           |
|      | 聖母の死                          | 1563-1565年頃 | 油彩、パネル               | 36 × 55       | アプトン・ハウス（イギリス・ウォリックシャー）                     |
|      | 農家の婚礼の踊り                  | 1564年-1565年 | テンペラ、木に張った羊皮紙 | 183 × 218     | ウフィツィ美術館（フィレンツェ）                                   |
|      | 鳥罠のある冬景色                  | 1565年        | 油彩、パネル               | 37 × 55.5     | ベルギー王立美術館（ブリュッセル）                                 |
|      | 暗い日                            | 1565年        | 油彩、パネル               | 118 × 163     | 美術史美術館（ウィーン）                                           |
|      | 干草の収穫                        | 1565年        | 油彩、パネル               | 117 × 161     | プラハ城 (ロブコヴィッツ宮殿)                                      |
|      | 穀物の収穫                        | 1565年        | 油彩、パネル               | 116.5 × 159.5 | メトロポリタン美術館（ニューヨーク）                               |
|      | 牛群の帰り                        | 1565年        | 油彩、パネル               | 117 × 159     | 美術史美術館（ウィーン）                                           |
|      | 雪中の狩人                        | 1565年        | 油彩、パネル               | 117 × 162     | 美術史美術館（ウィーン）                                           |
|      | バベルの塔                        | 1565年頃      | 油彩、パネル               | 59.9 × 74.6   | ボイマンス・ヴァン・ベーニンゲン美術館（オランダ・ロッテルダム）   |
|      | 幼児虐殺                          | 1565-1567年頃 | 油彩、パネル               | 109.2 × 158.1 | ロイヤル・コレクション（イギリス）                                 |
|      | 聖マルティンのワイン祭り          | 1565-1568年   | テンペラ、キャンバス       | 148 × 270.5   | プラド美術館（マドリード）                                         |
|      | 聖マルティンのワイン祭り          | 1565-1568年頃 | 油彩、キャンバス           | 147 × 269.5   | ベルギー王立美術館（ブリュッセル）                                 |
|      | ベツレヘムの人口調査              | 1566年        | 油彩、パネル               | 115.5 × 163.5 | ベルギー王立美術館（ブリュッセル）                                 |
|      | 怠け者の天国                      | 1566年        | 油彩、パネル               | 52 × 78       | アルテ・ピナコテーク（ミュンヘン）                                 |
|      | 洗礼者聖ヨハネの説教              | 1566年        | 油彩、パネル               | 95 × 160.5    | ブダペスト国立西洋美術館                                           |
|      | 野外での婚礼の踊り                | 1566年頃      | 油彩、パネル               | 119.4 × 157.5 | デトロイト美術館                                                   |
|      | サウロの回心                      | 1567年        | 油彩、パネル               | 108 × 156     | 美術史美術館（ウィーン）                                           |
|      | 足なえたち                        | 1568年        | 油彩、パネル               | 185 × 215     | ルーヴル美術館（パリ）                                             |
|      | 3人の兵士                         | 1568年        | 油彩、パネル               | 20.3 × 17.8   | フリック・コレクション（ニューヨーク）                             |
|      | 絞首台の上のカササギ              | 1568年        | 油彩、パネル               | 45.9 × 50.8   | ヘッセン州立博物館（ドイツ・ダルムシュタット）                     |
|      | 盲人の寓話                        | 1568年        | テンペラ、キャンバス       | 85.5 × 154    | カポディモンテ美術館（ナポリ）                                     |
|      | 人間嫌い                          | 1568年        | テンペラ、キャンバス       | 86 × 85       | カポディモンテ美術館（ナポリ）                                     |
|      | 農民の婚宴                        | 1568年        | 油彩、パネル               | 114 × 164     | 美術史美術館（ウィーン）                                           |
|      | 農民の踊り                        | 1568年        | 油彩、パネル               | 114 × 164     | 美術史美術館（ウィーン）                                           |
|      | 農民と鳥の巣取り                  | 1568年        | 油彩、パネル               | 59.3 × 68.3   | 美術史美術館（ウィーン）                                           |
|      | 農婦の頭部                        | 1568年頃      | 油彩、パネル               | 22 × 18       | アルテ・ピナコテーク（ミュンヘン）                                 |
|      | 豚小屋に閉じ込められる酔っ払い    | 1568年?       | 油彩、パネル               | 18 cm（直径） | 個人コレクション                                                   |
|      | 嵐の海                            | 1569年        | 油彩、パネル               | 70.3 × 97     | 美術史美術館（ウィーン）                                           |